# Helga Demmers
Helga Laura Emilia Demmers, född Dahlström 20 november 1891 i Brännkyrka i Stockholms län, död 7 oktober 1961 i Västerleds församling, var en svensk konstnär.
Demmers var som konstnär autodidakt och bedrev studier under resor till Nederländerna och England. Hennes konst består av interiörer, gamla byggnader och knotiga träd samt naturbilder i olja eller pastell. 